# 京都精華大学短期大学部
京都精華大学短期大学部（きょうとせいかだいがくたんきだいがくぶ、英語: Kyoto Seika University Division of Junior College）は、京都府京都市左京区岩倉木野町137に本部を置いていた日本の私立大学である。1968年に設置され、1991年に廃止された。大学の略称は京精短。

## 概要

### 大学全体
- 京都府京都市左京区に所在した日本の私立短期大学で、設置主体は学校法人学校法人京都精華学園[3]。
- 学科数2、入学総定員150名体制で1968年、京都精華短期大学として開学した[4]。
- 1970年に専攻科２専攻が設置され[5]、1978年度入学生までは2学科＋2専攻体制となる。
- 1979年度入学生より1学科体制となり、1988年度の入学生を最後に[注釈 2]、1991年に短期大学としての使命を終える[9]。

### 建学の精神（校訓・理念・学是）
- 京都精華大学短期大学部の教育理念は、「自由自治」「国際主義」「凝集教育」「人間形成」となっていた[10]。

## 沿革
- 1905年 京都精華学園が創設される。
- 1968年
  - 2月3日 左記を以て文部省[注 1]より短期大学の設置が認可される[11]。
  - 4月1日 左記を以て京都精華短期大学（きょうとせいかたんきだいがく）が以下の学科体制にて開学する。
    - 美術科[注 3]
    - 英語英文科[注 5]
- 1969年
  - 4月1日 美術科の入学定員を50→100に増員する[14][15]。
- 1970年
  - 4月1日 専攻科を設置[注 6][16]。
    - 英語英文専攻[注釈 3]
    - 美術専攻[注釈 4]
- 1971年
  - 4月1日 各学科の入学定員を以下の通り変更する[17]。
    - 英語英文科 100→150[18]
    - 美術科 100→150[18]
- 1977年
  - 4月1日 英語英語科の入学定員を150→250に増員[19]。
- 1978年
  - 4月1日 美術科の学生募集をこの年度で最終とする[注 8]。
- 1979年
  - 4月1日 京都精華大学短期大学部と改称[21]。美術科の募集停止により総定員を300→150[注 10]に変更。
- 1982年
  - 7月7日 左記を以て正式に美術科の廃止が承認される[23]。
- 1983年
  - 3月31日 専攻科美術専攻が廃止される[24]
- 1988年
  - 4月1日 当年度をもって募集を終了[注釈 2][注釈 5]。
- 1989年
  - 4月1日 募集停止により、英語英文科の総定員が500→250に減員となる[注 13]
- 1991年
  - 6月13日 左記を以て正式に廃止される[注 14][9]。

## 基礎データ

### 所在地
- 京都府京都市左京区岩倉木野町137

## 教育および研究

### 組織

#### 学科
- 美術科[注 15]
- 英語英文科[注 16]

#### 専攻科
- 英語英文専攻[注釈 3]
- 美術専攻[注釈 4][注 17]

#### 別科
- なし

#### 取得資格について
- 中学校教諭二級免許状が設けられていた。
  - 英語：英語英文科にて設けられていた[31][32]。
  - 美術：美術科にて設けられていた[31]。

### 研究
- 「フェミニズムとアメリカ女性図書館職(吉田貞夫教授追悼号)」[注 18][33]
- 「在外日本人児童の適応と学習 : マニラ・シンガポールにおける在外日本人コミュニティとその子弟の教育に関する調査 中間報告(一般研究 III・4部会 国際比較研究(II)」ほか[34]

## 学生生活

### 部活動・クラブ活動・サークル活動
- 京都精華大学短期大学部で活動していたクラブ活動[35]
  - 体育系：テニス・バスケットボール・バレーボール・ワンダーフォーゲル・剣道ほか
  - 文化系：軽音楽・ボランティアほか

## 大学関係者と組織

### 大学関係者一覧

#### 大学関係者
歴代学長
- 岡本清一
- 深作光貞
- 笠原芳光

## 対外関係

### 系列校
- 京都精華大学
- 京都精華学園中学校・高等学校

## 関連サイト
- 京都精華大学沿革